# Ikoi Hirota
Ikoi Hirota (25 de septiembre de 2003) es una deportista japonesa que compite en natación sincronizada. Ganó una medalla de bronce en el Campeonato Mundial de Natación de 2023, en la prueba rutina acrobática.

## Palmarés internacional
| Campeonato Mundial | Campeonato Mundial | Campeonato Mundial | Campeonato Mundial |
| Año                | Lugar              | Medalla            | Prueba             |
| ------------------ | ------------------ | ------------------ | ------------------ |
| 2023               | Fukuoka (Japón)    | Medalla de bronce  | Rutina acrobática  |